# Solanus Casey
Pour les articles homonymes, voir Casey.
Bernard Francis Casey (25 novembre 1870 – 31 juillet 1957) est né à Oak Grove, Comté de Pierce, dans le Wisconsin. Prêtre capucin, connu pour son service aux plus nécessiteux et sa réputation de maître de vie spirituelle ; l'Église catholique le vénère comme bienheureux.

## Biographie
Sixième d'une famille d'immigrés irlandais de seize enfants, il contracte la diphtérie dans sa jeunesse et cette maladie lui laissera une voix frêle. « Barney » quitte la ferme parentale et trouve du travail dans son État d'origine et au Minnesota comme bûcheron, aide-soignant, gardien de prison et conducteur de tramway. À l'âge de 21 ans, il entre au séminaire St. Francis à Milwaukee, en espérant initialement devenir prêtre diocésain. Cinq ans plus tard, il rejoint l'Ordre des Frères mineurs capucins et prend le nom de Solanus en référence à François Solano, missionnaire espagnol du XVIe siècle.
Casey rencontre des difficultés au séminaire, les cours étant généralement assurés en allemand, langue qu'il n'avait jamais étudiée auparavant. Le 24 juillet 1904, à l'âge de 33 ans, Solanus Casey est ordonné prêtre par l'archevêque Sebastian Gebhard Messmer dans l'église Saint François d'Assise à Milwaukee. Après son ordination, Casey travaille pendant vingt ans dans différents monastères capucins à New York, Harlem et Yonkers. En 1924, il est transféré au monastère St. Bonaventure (en) à Détroit où il passe 21 ans.
À cause de ses résultats médiocres au séminaire, il n'obtient pas l'autorisation de prêcher et de confesser. Mais tout le long de son ministère, Solanus Casey ramènera de nombreuses personnes à la foi. Ses conseils spirituels et ses prières étaient très recherchés également, accueillant n'importe qui de jour comme de nuit. Mais il édifiait surtout les gens par son dévouement envers les plus nécessiteux des quartiers défavorisés, organisant des soupes populaires. Comme l'on rapporté ceux qui l'avait connu, il sut toujours resté très modeste, accomplissant toutes les tâches qu'on lui demandait, et ne refusant jamais aucune affectation. Il servit principalement de curé de paroisse ou de portier de son couvent. À sa mort, survenue le 31 juillet 1957 à Détroit, à l'âge de 86 ans, il jouissait déjà d'une réputation de sainteté.

## Vénération

### Béatification

#### Enquête sur les vertus
La cause pour la béatification et la canonisation de Solanus Casey s'ouvre le 26 octobre 1983 à Détroit. L'enquête diocésaine est ensuite envoyée en 1986 à Rome, afin d'y être étudiée par la Congrégation pour les causes des saints.
Le 11 juillet 1995, le pape Jean-Paul II reconnaît l'héroïcité des vertus du P. Casey, lui attribuant ainsi le titre de vénérable.

#### Reconnaissance d'un miracle
Le 4 mai 2017, à la suite de la reconnaissance d'un miracle obtenu par son intercession par le pape François, celui-ci autorisa sa béatification. Celle-ci est célébrée le 18 novembre 2017 à Détroit par le cardinal Angelo Amato. Il s'agit de la troisième cérémonie de béatification célébrée sur le sol américain, après celle de la religieuse Myriam-Thérèse Demjanovich (1901-1927) en 2014 et celle du prêtre missionnaire martyr Stanley Rother (1935-1981) en septembre 2017.

### Culte
Le bienheureux Solanus Casey est fêté le 29 juillet.
Son tombeau est exposé à la vénération des fidèles dans le monastère Saint Bonaventure de Détroit, administrée par les capucins.